# Macropodaphis tubituberculata
Macropodaphis tubituberculata är en insektsart. Macropodaphis tubituberculata ingår i släktet Macropodaphis och familjen långrörsbladlöss. Inga underarter finns listade i Catalogue of Life.